# Hector de Rochefort d'Ally
 (septembre 2015).
Si vous disposez d'ouvrages ou d'articles de référence ou si vous connaissez des sites web de qualité traitant du thème abordé ici, merci de compléter l'article en donnant les références utiles à sa vérifiabilité et en les liant à la section « Notes et références ».
Pour les autres membres de la famille, voir Famille de Rochefort d'Ally.
Hector de Rochefort d'Ally, (né vers 1467) ecclésiastique qui fut évêque de Bayonne (1519-1524 puis évêque de Toul (1524-1532).

## Biographie

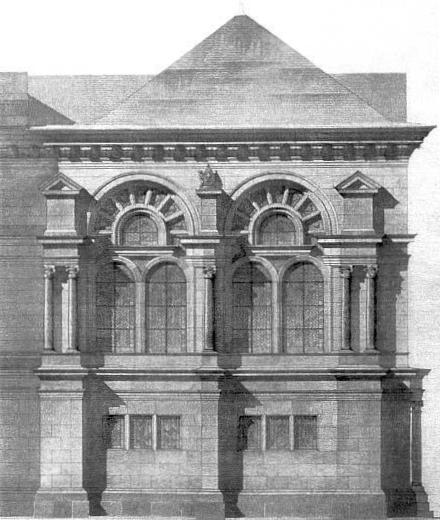
Chapelle des évêques, bâtie par Hector d'Ailly-Rochefort

Hector de Rochefort d'Allé est issu de la noble maison de Rochefort d'Ally en Auvergne. Il fit ses études à Paris, où il fut ordonné prêtre. Il fut nommé évêque de Bayonne en 1519, année où Louise de Savoie l'envoya en ambassade à Venise. Il est consacré le 20 mai 1521 par Paris de Grassis avec comme co-consécrateurs Varinus Phavorinus et Giuliano Dati. Il se retira à Rome en 1524, où le cardinal Jean de Lorraine (1498-1550) lui céda l'administration spirituelle de l'église de Toul, cependant que le cardinal en conservait les revenus. Il fit son entrée solennelle dans Toul le 7 juin 1525. Il fut chancelier et président du conseil du duc Antoine de Lorraine. Il fut l'ambassadeur du duc à la cour de Charles Quint, et auprès du pape Clément VII. Il mourut à Nancy d'une violente fièvre le 1er mars 1532, dans sa 65e année. Son cœur resta à Nancy ; son corps fut inhumé le 3 mars 1532 dans la chapelle des évêques de la cathédrale de Toul, chapelle qu'il avait fait construire et qui porte ses armoiries : de gueules, à la bande ondée d'argent, accompagnée de six merlettes de sable. Son successeur fut, en 1537, Antoine Pélegrin, du Comtat Venaissin.